# Pycnonotus taivanus
El bulbul de Taiwán (Pycnonotus taivanus) es una especie de ave paseriforme de la familia Pycnonotidae endémica del este de Taiwán.

## Descripción
Su píleo, frente y garganta son negros, en contraste con los laterales de su cabeza y garganta que son blancas. También presenta bigoteras negras. El resto de sus partes superiores es de color pardo grisáceo, con un fino borde amarillo de las plumas de vuelo. Sus partes inferiores son de color anteado claro.

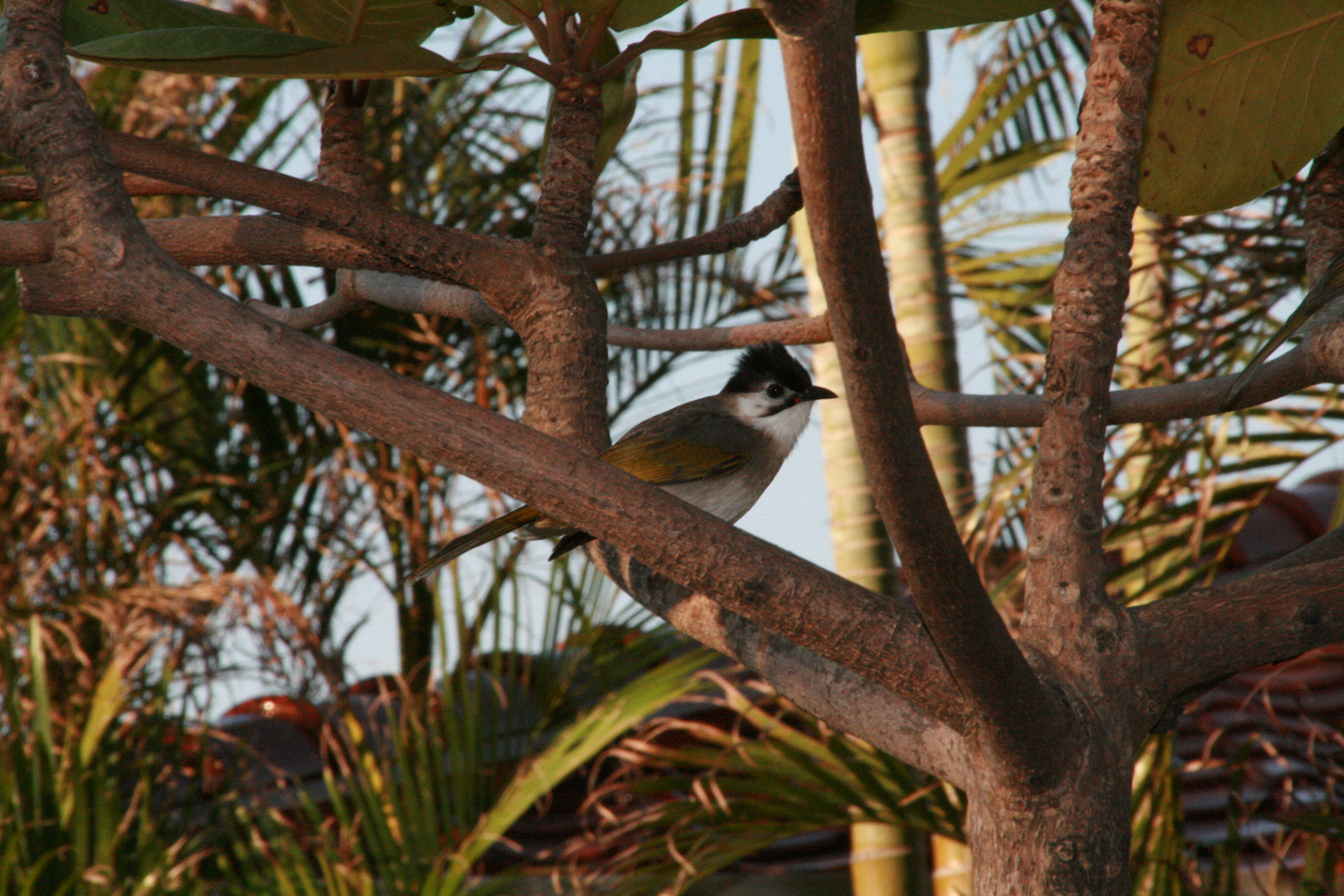
Vive en bosques costeros.

Es muy similar a su pariente el bulbul chino, aunque difiere el patrón de color de su cabeza, ya que el bulbul chino tiene la mayor parte de la cabeza negra. Los híbridos entre ambas especies, presentan un patrón facial intermedio, con bigotera negra y blanco alrededor de los ojos que se extiende hasta detrás del píleo.

## Distribución y hábitat
Se encuentra únicamente en el este de la isla de Formosa. Está en declive a causa de la destrucción de su destrucción de su hábitat y la hibridación con su pariente cercano el bulbul chino. Las dos especies se solapan en varias áreas, en parte porque los bulbules chinos son liberados en ceremonias budistas. El bulbul de Taiwán se ha extinguido del noreste de la isla, el condado de Yilan.